# Arkarua
Arkarua ist eine ausgestorbene Tiergattung des Ediacariums, die möglicherweise ein Vorläufer der Stachelhäuter (Echinodermata) war.

## Etymologie und Erstbeschreibung
Die Gattungsbezeichnung Arkarua ist das lateinische Femininum von Arkaru, einem riesenhaften, mythischen Schlangenwesen der Adnyamathanha, eines ortsansässigen Stammes der Aborigines. Das Taxon adami bezieht sich auf den ältesten Sohn Adam des Erstbeschreibers James G. Gehling, der es 1987 wissenschaftlich behandelte.

## Vorkommen
Vorkommen von Arkarua waren bisher auf Australien beschränkt und nur aus dem südaustralischen Rawnsley Quartzite der Pound Subgroup in der Flinderskette bekannt. Liu u. a. (2013) berichten jedoch mittlerweile einen Fund aus der Moshakov-Formation im Irkineeva-Aufbruch im Süden der Sibirischen Plattform.

## Beschreibung
Arkarua adami ist ein sehr kleines, scheibenartiges Fossil, dessen plateauartiger, zentraler Innenteil seinen flachen Rand etwas überragt, welcher von zahlreichen, radial angeordneten Rücken besetzt wird. Sein Durchmesser beträgt 3 bis 10 Millimeter. In den oben abgeflachten Zentralteil sind fünf, vom Scheibenzentrum ausgehende, an Arme erinnernde Vertiefungen eingekerbt, die möglicherweise ein Ambulakralsystem repräsentieren.

## Vergesellschaftung
Arkarua tritt meist mit anderen Vertretern der Ediacara-Biota auf, wie beispielsweise:
- Cyclomedusa
- Dickinsonia
- Tribrachidium

## Taxonomie
Sämtliche von Arkarua bekannten Fossilien sind Abdrücke, die keinerlei Schlussfolgerung über den internen Aufbau des Taxons zulassen. Eine taxonomische Klassifizierung ist daher problematisch. Wegen seiner Fünfer-Symmetrie wurde Arkarua vorübergehend dem Stamm der Stachelhäuter (Echinodermata) zugeordnet. Wegen seiner abgeplatteten Knopfform und seiner fünfzähligen Symmetrie wird es von manchen Paläontologen zur Klasse der Edrioasteroidea gestellt.
Die Zuordnung zu den Stachelhäutern ist aber nicht eindeutig, da Arkarua über kein Stereom verfügte – ein wesentliches Charakteristikum (Synapomorphie) späterer Echinodermata, deren Skelett aus diesem speziellen Kalziumkarbonat aufgebaut war.
Ein Vergleich mit gewissen archaischen Stachelhäutern wie beispielsweise Homalozoa oder Helicoplacoidea lässt ebenfalls Zweifel an dieser Zuordnung aufkommen. Letztere besaßen zwar einen Kreislauf aber noch keine fünffache Symmetrie, die daher wahrscheinlich erst später in der Evolution der Stachelhäuter sekundär angelegt wurde.
Einige Experten vertreten die Auffassung, dass Arkarua radialstrahligen Taxa des Präkambriums wie Tribrachidium näher stand (obwohl diese selbst manchmal mit den Echinodermata in Verbindung gebracht werden). Gelegentlich wird auch eine Zugehörigkeit zu den Neumündern (Deuterostomia) abgelehnt und das Fossil als Nesseltier oder gar als Alge betrachtet.
Trotz allem sehen Mooi und David es als sehr wahrscheinlich an, dass Arkarua ein Vorläufer der Edrioasteroidea war, der bereits über einen Kreislauf verfügte und die Entwicklung der Stachelhäuter somit noch vor der Entstehung des Stereoms begründet haben könnte. Die fünfzähligen Arme deuten sie als ontogenetische Bildung des Achsenskeletts, den flachen Oberteil hingegen als Bildung des perforierten und den Randbereich als Bildung des nichtperforierten Außenskeletts.